# Fikspunkt
Et højdefikspunkt er et fast og stabilt punkt i terrænet, som er markeret ved et indstøbt anker, der bærer Kort- og Matrikelstyrelsens (KMS) mærke. Mærket kan være trekantet som på billedet, man der kan også være andre typer, fra 2011 anvendes en krone sammen med bogstaverne KMS. Koten på toppen af fikspunktet opmåles præcist og noteres på listen over samtlige danske punkter.
Registret over punkter og deres kote bruges ved lokale opmålingsopgaver, nivellementer osv., og er tilgængelig, siden 2017 også frit for offentligheden som frie geodata, via Fikspunktregisteret Valdemar administreret af SDFE, men tidligere under KMS og sidenhen Geodatastyrelsen.

## Eksterne Henvisninger
- Informationsside om Valdemar hos SDFE Arkiveret 30. august 2021 hos  Wayback Machine
- Valdemar web-applikation Arkiveret 10. maj 2022 hos  Wayback Machine
- Valdemar som WFS-tjeneste på Datafordeleren
  - Fikspunkter Simpel struktur
  - Fikspunkter Fuld struktur
  - Fikspunkter fuld struktur med Historik